# Jenaer Volksblatt

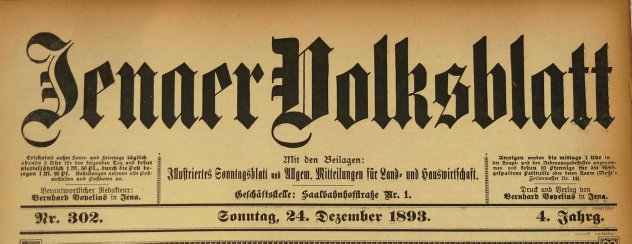
Titelleiste des Jenaer Volksblattes vom 24. Dezember 1893

Das Jenaer Volksblatt war eine lokale Zeitung für den Raum Jena und erschien zwischen 1890 und 1941.
Die erste Ausgabe erschien am 15. April 1890. Die von Ernst Abbe gegründete Zeitung sollte ein sozialliberales Gegengewicht zur konservativen "Jenaischen Zeitung" darstellen und wurde u. a. von Otto Schott und Siegfried Czapski unterstützt.
Seit September 1891 wurde die Zeitung bis zur zwangsweisen Einstellung am 31. Mai 1941 vom Jenaer Verleger Bernhard Vopelius herausgegeben und im eigenen Haus in der Saalbahnhofstraße 3–5 gedruckt. Spätestens 1934 übertraf die Auflage von 9000 Exemplaren die Auflagenhöhe der Jenaischen Zeitung. Nach Abbes Tod 1905 tendierte sie unter dem Einfluss von Friedrich Schomerus zum Nationalliberalismus. Ab 1919 war sie das Organ der Deutschen Demokratischen Partei (DDP), ab 1926 mit dem Abspruch "Unabhängige demokratische Tageszeitung für Thüringen" (Untertitel). Populär war die Beilage zur Jenaer Heimatkunde und Geschichte ("Altes und Neues aus der Heimat"), die vor allem aus der Feder seines Mitherausgebers Herbert Koch stammte.
Die letzte Ausgabe liegt für den 31. Mai 1941 vor; begründet wird das Einstellen der Zeitung in der letzten Ausgabe mit der Kriegswirtschaft und "um Menschen und Material für andere kriegswichtige Zwecke freizumachen."
Nach dem Zweiten Weltkrieg erhielt er keine Zulassung mehr. Der Verlag von Bernhard Vopelius wurde an Otto Lochmann (1920–2006) verkauft. Den Namen übernahm 2004 Bernd Rolle für die Neugründung seines Verlages unter der Bezeichnung Verlag Vopelius.
Die Untertitel der Zeitung lauteten: 
- 01.04.1910–31.12.1918: „Organ der Fortschrittlichen Volkspartei des 3. Weimarischen Reichstagswahlkreises“
- 01.01.1919–17.10.1926: „Zeitung der Deutschen demokratischen Partei“
- 18.10.1926–07.04.1933: „Unabhängige demokratische Tageszeitung für Thüringen“
- 08.04.1933–31.05.1941: „Für Einigkeit und Recht und Freiheit“[3]

## Digitale Ausgabe
In einem Gemeinschaftsprojekt der Thüringer Universitäts- und Landesbibliothek Jena (ThULB) und des Stadtarchivs Jena wurden die Ausgaben des Jenaer Volksblatts in der UrMEL-Zugangsplattform für Multimedia-Angebote der ThULB online zugänglich gemacht.